# Фатіх Акин
Фатіх Акин (нім. Fatih Akın; нар. 25 серпня 1973, Гамбург) — німецький кінорежисер турецького походження.

## Біографія
Народився 25 серпня 1973 року у Гамбурзі. Освіту здобув у Коледжі прикладних мистецтв. Перша ж короткометражка Фатіха Акіна, «Sensin — Du Bist Es» 1995 року, здобула нагороду на Міжнародному фестивалі короткого метру у Гамбурзі.

## Фільмографія
- 1995 — / нім. «Sensin — Du bist es!»
- 1996 — / нім. «Getürkt»
- 1998 — «Швидко та без болю»
- 2000 — «Сонце Ацтеків»
- 2004 — «Головою об стіну» (в одному з епізодів фільму прозвучала пісня Senin Gibi відомої турецької виконавиці Айлін Аслим)
- 2004 — «Бачення Європи»
- 2005 — «Перетинаючи міст: звуки Стамбулу»
- 2007 — «На іншій стороні» / (Auf der anderen Seite)
- 2009 —  «Душевна кухня»  / англ. «Soul Kitchen»
- 2009 —  «Нью-Йорку, я люблю тебе»  / англ. «New York, I Love You»
- 2014 — / англ. «The Cut»
- 2016 — / нім. «Tschick»
- 2017 — «На межі» / нім. Aus dem Nichts
- 2017 — «Золота рукавичка» / нім. Der Goldene Handschuh

## Громадська позиція
У 2018 підтримав звернення Європейської кіноакадемії на захист ув'язненого у Росії українського режисера Олега Сенцова